# Eurytoma poloni
Eurytoma poloni är en stekelart som beskrevs av Girault 1920. Eurytoma poloni ingår i släktet Eurytoma och familjen kragglanssteklar.
Artens utbredningsområde är Filippinerna. Inga underarter finns listade i Catalogue of Life.